# Museo d'Israele

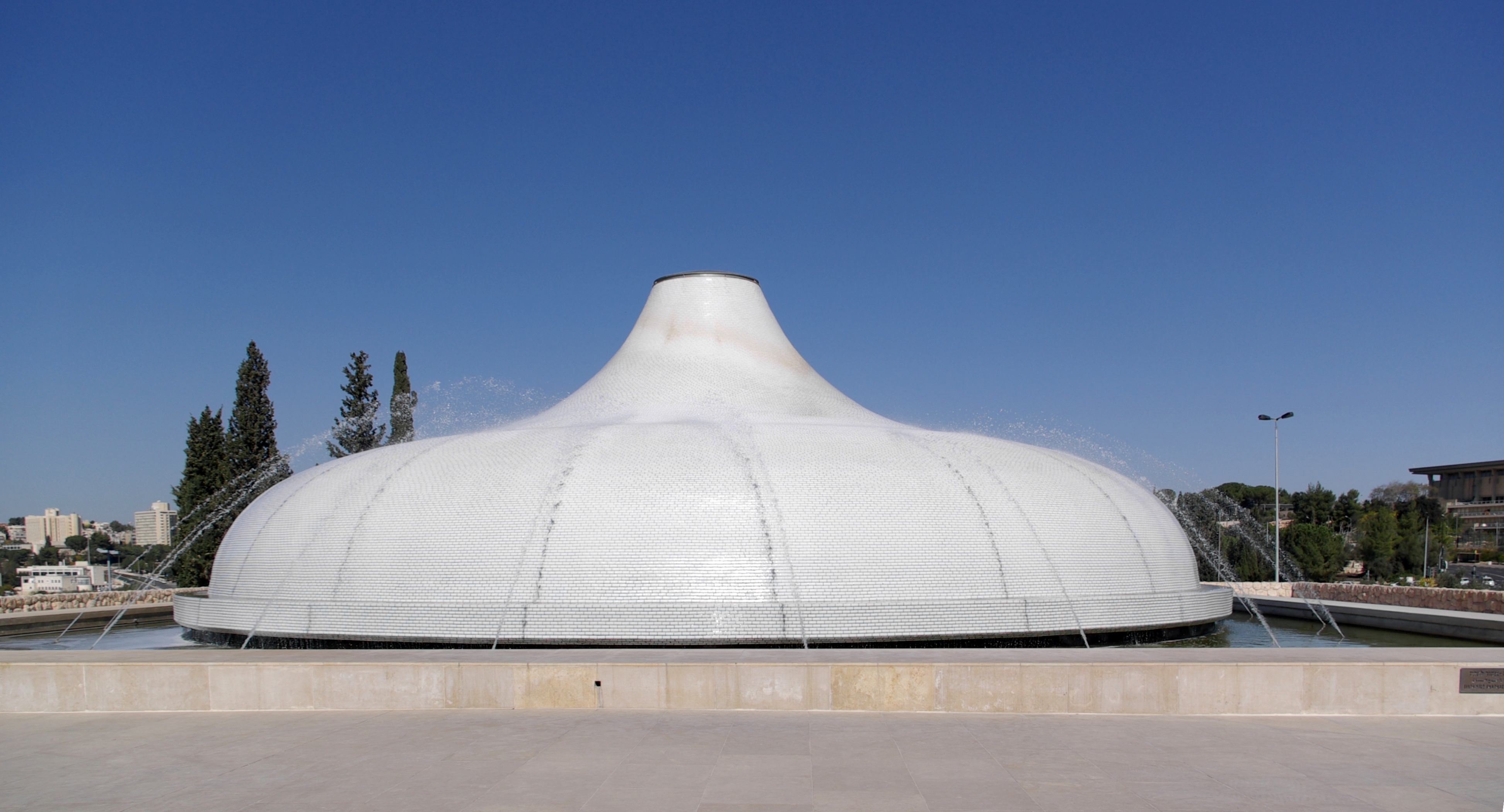
Lo "Shrine of the book", il padiglione dei rotoli

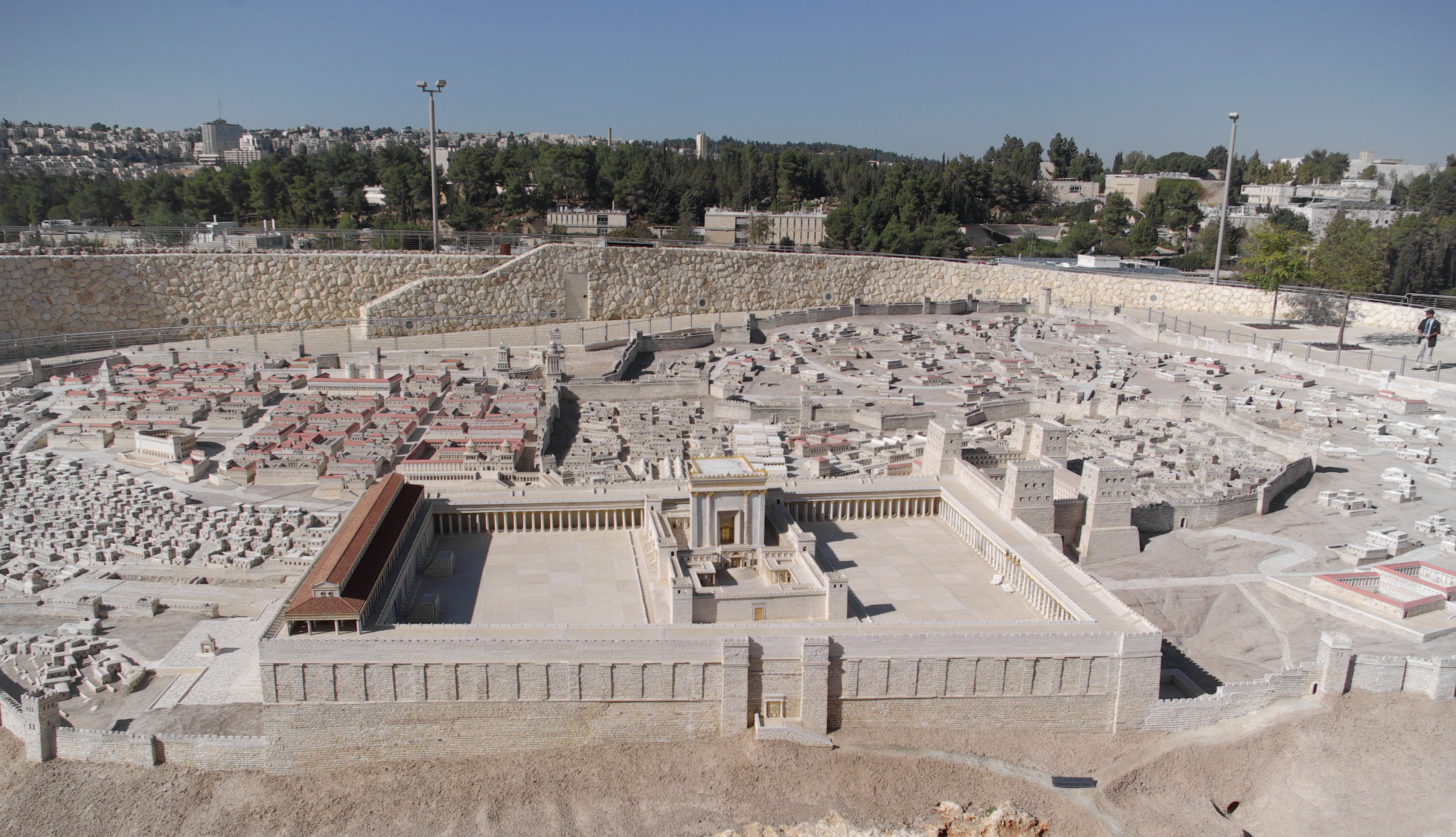
Modello del Secondo Tempio

Il Museo d'Israele (in ebraico מוזיאון ישראל‎?; in inglese: Israel Museum) a Gerusalemme, fu fondato come centro museale nazionale. È situato in un complesso vicino al Bible Lands Museum, il Campus Nazionale per l'Archeologia di Israele.
Il museo è composto di numerose sezioni:
- la collezione di arte moderna Bezalel Museum of Fine Arts;
- una vasta collezione di oggetti ebraici ed etnografici, un'esposizione di oggetti provenienti dalla diaspora delle comunità ebraiche;
- una galleria di opere d'arte;
- una serie di esposizioni sull'evoluzione del territorio di Israele;
- una galleria di opere provenienti da Africa, Nord e Sud America, Oceania ed estremo oriente;
- un'ala dedicata all'archeologia in cui sono esposti artefatti dalla preistoria al XV secolo;
- un'esposizione di sculture a cielo aperto con più di 60 opere;
- lo Shrine of the Book, una sala in cui sono esposti i famosi Rotoli del Mar Morto ed altri rari manoscritti biblici;
- un'ala dedicata ai più giovani con gallerie e workshop.

## Modello del Secondo Tempio
Una delle aggiunte più recenti al museo è un modello del secondo Tempio di Gerusalemme e della città all'epoca antecedente la sua distruzione ad opera dei romani nel 70 d.C. Costruito originariamente per il Jerusalem Holyland Hotel, oggi è una delle attrattive del museo.

## Oggetti dalla diaspora
Nella sezione museale dedicata alle varie comunità ebraiche del mondo sono esposti numerosi oggetti provenienti anche dall'Italia. In particolar modo è stata ricostruita pezzo per pezzo una delle sinagoghe di Mantova che vennero abbattute nel 1938 quando la municipalità decise di demolire il ghetto.

## Opere
Rembrandt
- San Pietro in prigione